# Ophiomyia sulcata
Ophiomyia sulcata este o specie de muște din genul Ophiomyia, familia Agromyzidae, descrisă de Sanabria de Arevalo în anul 1993.
Este endemică în Columbia. Conform Catalogue of Life specia Ophiomyia sulcata nu are subspecii cunoscute.